# Probabilisme
Het probabilisme is de leer van de waarschijnlijkheid. Dit is een filosofische theorie die stelt dat 'de werkelijkheid' bestaat, maar nooit volledig kan worden gekend.
Volgens het probabilisme kan waarheid door het voortschrijden van kennis alleen steeds beter worden benaderd. B volgt daarin niet op A, maar dankzij A doet 'alleen' een bepaalde waarschijnlijkheid zich voor dat B erop volgt. Voortschrijdende kennis maakt het wel mogelijk met grotere (maar nooit absolute) zekerheid uitspraken te doen.
Etymologisch hangt het woord samen met het Engelse probable en het Nederlandse 'proberen', beide afgeleid van Latijn probare.
In de natuurkunde is de kwantummechanica hét voorbeeld van een probabilistische theorie. Tunneling en radioactief verval zijn praktische voorbeelden van probabilistische verschijnselen.